# فازئولآ
فازئولآ (نام علمی: Phaseoleae) نام یک تبار از تیره باقلاییان است.